# (3795) Nigel
(3795) Nigel (1986 GV1) – planetoida z pasa głównego asteroid okrążająca Słońce w ciągu 3,7 lat w średniej odległości 2,39 j.a. Odkryła ją Eleanor Helin 8 kwietnia 1986 roku.